# Prime
Prime a fost un post privat de televiziune din Republica Moldova, transmis pe a treia rețea națională. PRIME a fost un post TV cu acoperire națională (DVB-T2). Este deținut de Vlad Plahotniuc.
Inițial, canalul retransmitea programele televiziunii naționale din Rusia, ORT, redenumită „Pervîi Kanal. Vsemirnaia Set'” în 1995. Din septembrie 1999, programul local include pentru auditoriul din Republica Moldova, pe lângă versiunea rusă, buletine de știri locale și câteva emisiuni producție proprie. Din anul 2007, volumul emisiei zilnice a „Pervîi Kanal Moldova”  fost mărit la 24 de ore. La sfârșitul anului 2007, a avut loc schimbarea denumirii canalului în „Prime”, cu sloganul „Mereu primul”.
Majoritatea emisiunilor și filmelor difuzate în limba rusă sunt subtitrate în limba română. Totodată există și producții autohtone sonorizate în limba română. În cursul anului 2008, Prime a obținut drepturile de televizare pentru Campionatul European de Fotbal din Austria și Elveția. Conform contractului semnat cu UEFA, partidele transmise au fost sonorizate în limba română.
Pe postul de televiziune Prime începând cu anul 2012 a difuzat emisiunea DA sau NU, care este difuzată în peste 50 de țări din întreaga lume.

## Emisiuni
In 2010 s-au relansat emisiunea Prima Ora (a ținut 14 sezoane matinale), Salutare Natiune cu Andrei Gheorghe, si Da sau Nu cu Dan Negru (a ținut aproape 10 sezoane), emisiunea  informativă ”Primele stiri” (a tinut aproximativ 14 ani de editii zilnice). In 2011 s-a relansat emisiunea De facto, Replica, Sinteza Saptamânii etc. În 2012 s-a lansat emisiunea Vrei să fii milionar? (a ținut un sezon) și s-a reluat emisiunea Jdi Menea (a ținut câteva sezoane). În 2013 s-a lansat emisiunea Moldova are talent (a ținut 2 sezoane). În 2016 s-au lansat emisiunile: de divertisment Vreau o minune și de autor „Cronica lui Bogatu”, care a ținut 3 sezoane, și de documentar-publicistic O zi (a ținut un sezon). În 2017 s-au lansat emisiunile Wow Kids (a ținut un sezon), 100 de Moldoveni au zis și Vorbește Moldova. Tot în același timp, în 2017 sau 2018 s-a lansat talk-show politic, difuzat pe Prime în zilele lucrătoare „Principiile” cu analistul și redactorul ava.md Andrei Andrievski. În 2019 s-au lansat emisiunile Lumină din Lumină (a ținut un sezon), Doctorii și Roata Norocului.

## Controverse
Pe 4 iulie 2014, Consiliul Coordonator al Audiovizualului a sancționat postul „Prime” și alte posturi TV printre care „TV7”, „Ren TV Moldova”, „RTR Moldova” și „Rossia 24”, pentru că ”în emisiunile informativ-analitice preluate din Federația Rusă, posturile de televiziune respective utilizează instrumente de propagandă agresive, promovează și intensifică zvonuri neconfirmate, manipulează prin text și imagini, utilizează etichetări pentru a discredita și a prezenta într-o conotație negativă guvernul de la Kiev, dezinformează și manipulează opinia publică referitor la evenimentele din Ucraina prin tertipuri de montaj și comentarii ce abundă în invective. De asemenea, posturile monitorizate au difuzat știri și reportaje în care nu există pluralism de opinii, acestea prezentînd, unilateral și preponderent punctul de vedere al Moscovei și al adepților federalizării Ucrainei. Limbajul utilizat în comentarii este unul agresiv și intolerant, care conține insulte directe față de Guvernul Ucrainei și față de populația care îl susține. Totodată, raportul evidențiază cîteva cazuri de instigare la violență și ură interetnică, discriminare pe motiv de apartenență la forțele proucrainene  și proeuropene.”